# 南孙庄镇
南孙庄镇，原为南孙庄乡，是中华人民共和国河北省唐山市丰南区下辖的一个乡镇级行政单位。2022年1月，撤乡设镇。

## 行政区划
南孙庄镇下辖以下地区：
南孙庄村、刘胡庄村、北孙庄村、赵新庄村、董庄子村、李新庄村、薛家堼村、北刘堼村、东街村、韩家场村、张六庄村、东张稳村、西张稳村、何仓庄村、杨英庄村、小李庄村、小何庄村、张干庄村、黄河庄村、王玉石村、赵四牛村、马新庄村、小王庄村、北袁庄村、无名泊村、深井村、教军厂村和小张庄村。